# Josep Giner i Marco
Josep Giner i Marco (Valencia, 1912 – Valencia, 29 de noviembre de 1996) también, conocido como Guillem Renat i Ferris (apellidos de sus abuelos), fue un filólogo español que destacó en el estudio de la lengua catalana, especialmente la de su variante valenciana.

## Biografía
Nació en la ciudad de Valencia en 1912, estudió en la Universidad de Barcelona con Joan Coromines y Pompeu Fabra, con los que estableció una relación personal y profesional. Coromines lo consideraba el más importante filólogo valenciano y cuando Coromines animó a Joseph Gulsoy para estudiar el Diccionario Valenciano-Castellano de Joaquim Sanelo lo envió a casa de Josep Giner, quien lo introdujo en el ambiente filológico del País Valenciano.
Durante la Segunda República colaboró con la revista valencianista El Camí. En uno de sus artículos escrito con el seudónimo de Guillem Renat y publicado el 18 de octubre de 1933 criticó que la mayor parte de los partidos nacionalistas valencianos hubieran asumido como propia de todos los valencianos la bandera de la ciudad de Valencia (con franja azul) y no la histórica cuatribarrada:

Tot això ha anat desapareixent, però s'ha conservat el costum vuitcentista d'unir la bandera al pal mitjançant un tros de drap de color, generalment blavós. L'objecte primitiu del tros de color clar era poder fer-hi uns dibuixos o posar-hi un escut o inscripció. La majoria de les banderes catalanes del segle passat tenen la llista blau clar. Pot vore's la vella senyera d'Unió Catalanista.
A València els valencianistes provincias creuen que la llista de color servix per diferenciar la bandera valenciana de la catalana. Els pobrets no saben ni com era la bandera valenciana medieval! Centenars de vegades està escrit en els llibres de Consells, sessions de Corts valencianes, memòries, escrits diversos, tots ellos d'autenticitat innegable, que la bandera valenciana són quatre pals sobre camp d'or. Per a res s'aludix a cap color més. 
 En resum, creem que cal reduir el nom comú de senyera al seu significat propi d'ensenya, guió, penó, etc., que cal defendar l'expresió la bandera valenciana, que ens sembla prou respectable, i que cal usar la bandera valenciana sense dibuixets ni flocs, ni pols, ni cap afegitó més o menys blavós, i finalmente que no cal dir certes coses en parlar sobre la nostra bandera, com les que diuen molt sovint cert oradors dolents de míting: que Jaume I le volgué donar una bandera diferent a València i li afegí un tros de color de mar!
Todo eso ha ido desapareciendo, pero se ha conservado la costumbre ochocentista de unir la bandera al palo mediante un trozo de tela de color, generalmente azulado. El objetivo primitivo del trozo de color claro era poder hacer en él unos dibujos o poner un escudo o inscripción. La mayoría de las banderas catalanas de siglo pasado tienen la llista azul clara. Puede verse la vieja señera de Unió Catalanista.
En Valencia los valencianistas provincianos creen que la faja de color sirve para diferenciar la bandera valenciana de la catalana. ¡Los pobrecillos no saben ni como era la bandera valenciana medieval! Centenares de veces está escrito en los llibres de Consells, sesiones de Corts valencianas, memorias, escritos diversos, todos ellos de autenticidad innegable, que la bandera valenciana son cuatro palos sobre campo de oro. En absoluto se alude a ningún color más.
En resumen, creemos que hay que reducir el nombre común de señera a su significado propio de enseña, guion, pendón, etc., que hay que defender la expresión la bandera valenciana, que nos parece suficientemente respetable, y que hay que usar la bandera valenciana sin dibujitos ni flecos, ni pols, ni ningún añadido más o menos azulado, y finalmente que no hay que decir ciertas cosas al hablar sobre nuestra bandera, como las que dicen muy a menudo ciertos oradores malos de mitin: ¡que Jaime I le quiso dar una bandera diferente a Valencia y le añadió un trozo de color de mar!

Acabada la Guerra civil española, Giner se exilió al sur de Francia y pidió la ayuda de su maestro y amigo Pompeu Fabra, quien se puso en contacto con Loís Alibèrt, pero mientras éste realizaba los trámites para instalarlo en un pueblecito occitano, fue detenido y repatriado contra su voluntad. La experiencia vital durante los años de guerra le marcaron para siempre, ya que a partir de ese momento desarrolló una manía persecutoria que le impidió llevar a cabo su tarea filológica normalmente. Es por este motivo que muchísimos trabajos que realizó no constan con su nombre, ya que prefería dar su trabajo y que otro lo publicara o como mucho publicaba con un seudónimo. Sin embargo, se caracterizó por sus extensos conocimientos filológicos y su carácter conciliador (tanto antes como en plena Batalla de Valencia), y sobre todo destacó como impulsor de la lengua y cultura de los valencianos.
Como discípulo de Fabra, fue un defensor del fabrismo en Valencia, estudioso de los rasgos gramaticales y léxicos peculiares valencianos, colaborador desinteresado de todos los filólogos y escritores valencianos de la posguerra.

## Obra
Su obra completa es conocida gracias a Antoni Ferrando y Santi Cortés, que la recogieron en un libro magníficamente editado, Josep Giner y Marco, obra filológica (1931-1991), Denes, Valencia, 1998. El libro es introducido por un estudio amplio que caracteriza y sitúa muy bien su obra.